# Republiky Ruské federace

Vlajka Ruské federace

Na území Ruské federace se nachází celkem 85 územních subjektů, z nichž je 22 republik (rusky республика). Tyto administrativní celky mají celkovou rozlohu 4 913 000 km², na kterých žije cca 25,9 milionu obyvatel většinou neruské národnosti, přestože Rusové zaujímají výrazný podíl na populaci dané republiky.
Republiky mají v rámci Ruské federace ze všech subjektů federace nejvyšší stupeň autonomie. Mají vlastní ústavu, prezidenta, parlament, právo vydávat zákony a stanovit úřední jazyk republiky. Tím se odlišují od ostatních subjektů Ruské federace, jimž toto právo nepřináleží. Nejsou však subjektem z hlediska mezinárodního práva; tím je pouze Ruská federace. Republiky jsou založeny na etnickém základě, tedy představují oblasti obývané některým z neruských etnik federace. Prezident Ruska jmenuje svého kandidáta prezidentem republiky po schválení nominace v regionálním parlamentu.

## Postavení republik v rámci Ruské federace
V dobách Sovětského svazu měly republiky jiný status a také charakter. Šlo o čistě administrativní jednotky, které v některých případech nebyly určeny dle tradic a historického vývoje (např. problematika rozdělení oblasti Kavkazu do jednotlivých ASSR).
Republiky v nynější podobě vznikly jako územní celky, které víceméně pokryly životní prostor té které národnostní menšiny. Jejich vznik je zakotven v ruské ústavě, která jim zajišťuje právo na vlastní úřední jazyk, parlament a ústavu. Ostatní subjekty Ruské federace jsou určeny spíše administrativně bez ohledu na národnostní složení.

## Seznam republik Ruské federace

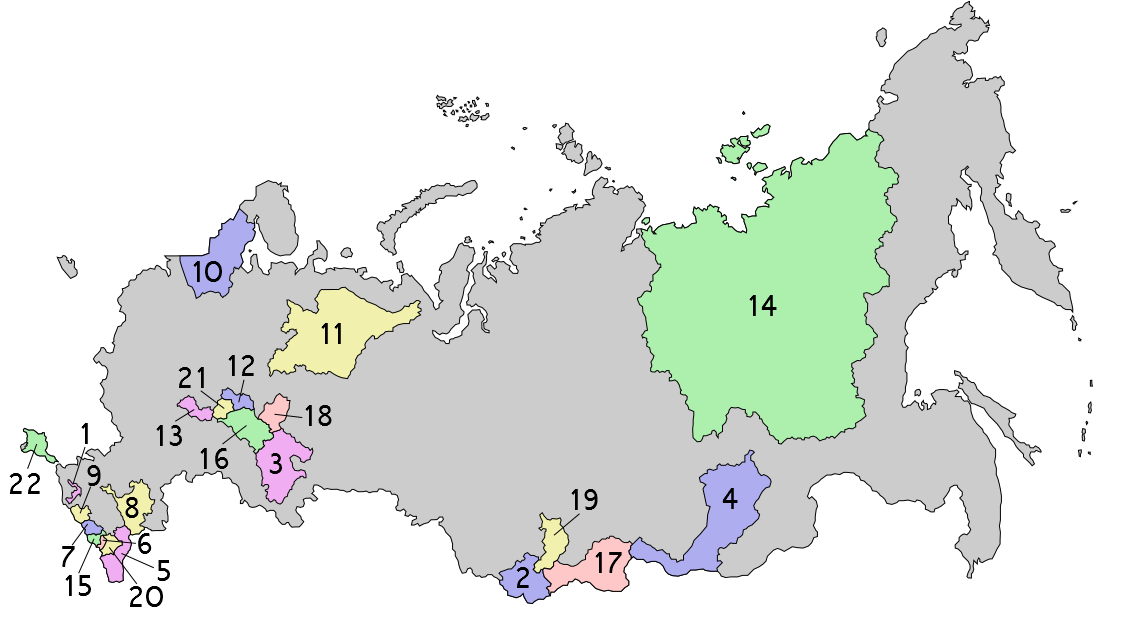
Republiky na mapě Ruska

| Číslo | Vlajka | Název                 | Hlavní město  | Rozloha (tis. km²) | Počet obyvatel (mil., 2002) | Podíl Rusů na populaci |
| ----- | ------ | --------------------- | ------------- | ------------------ | --------------------------- | ---------------------- |
| 1     |        | Adygejsko             | Majkop        | 7,6                | 0,4                         | 64,5 %                 |
| 2     |        | Altaj                 | Gorno-Altajsk | 92,6               | 0,2                         | 57,4 %                 |
| 3     |        | Baškortostán          | Ufa           | 143,6              | 4,1                         | 36,3 %                 |
| 4     |        | Burjatsko             | Ulan-Ude      | 351,3              | 1,0                         | 67,8 %                 |
| 5     |        | Dagestán              | Machačkala    | 50,3               | 2,6                         | 4,7 %                  |
| 6     |        | Ingušsko              | Magas         | 3,6                | 0,5                         | 1,2 %                  |
| 7     |        | Kabardsko-Balkarsko   | Nalčik        | 12,5               | 0,9                         | 25,1 %                 |
| 8     |        | Kalmycko              | Elista        | 76,1               | 0,3                         | 33,6 %                 |
| 9     |        | Karačajsko-Čerkesko   | Čerkesk       | 14,1               | 0,4                         | 33,6 %                 |
| 10    |        | Karélie               | Petrozavodsk  | 172,4              | 0,7                         | 76,6 %                 |
| 11    |        | Komi                  | Syktyvkar     | 415,9              | 1,0                         | 59,6 %                 |
| 12    |        | Marijsko              | Joškar-Ola    | 23,2               | 0,7                         | 47,5 %                 |
| 13    |        | Mordvinsko            | Saransk       | 26,2               | 0,9                         | 60,8 %                 |
| 14    |        | Sacha                 | Jakutsk       | 3 103,2            | 0,9                         | 41,2 %                 |
| 15    |        | Severní Osetie-Alanie | Vladikavkaz   | 8,0                | 0,7                         | 23,2 %                 |
| 16    |        | Tatarstán             | Kazaň         | 68,0               | 3,8                         | 39,5 %                 |
| 17    |        | Tuva                  | Kyzyl         | 170,5              | 0,3                         | 20,1 %                 |
| 18    |        | Udmurtsko             | Iževsk        | 42,1               | 1,6                         | 60,1 %                 |
| 19    |        | Chakasie              | Abakan        | 61,9               | 0,5                         | 80,3 %                 |
| 20    |        | Čečensko              | Groznyj       | 15,6               | 1,1                         | 3,7 %                  |
| 21    |        | Čuvašsko              | Čeboksary     | 18,3               | 1,3                         | 26,5 %                 |
| 22    |        | Krym                  | Simferopol    | 26,1               | 2,0                         | 58,3 %                 |
|       |        | Ruská federace        | Moskva        | 17 075,4           | 143,0                       | 79,8 %                 |